# Kstovo
Kstovo (en ruso: Кстово) es una ciudad del Óblast de Nizhni Nóvgorod en Rusia. Está localizada sobre la orilla derecha del Río Volga, unos 20 km al este del centro de la capital provincial, Nizhni Nóvgorod, es el centro administrativo del Raión de Kstovo.
La población de la ciudad, según el censo de 2002, era de 66.944 habitantes, la población total del distrito (incluyendo la ciudad de Kstovo) era de 113.703.

## Historia

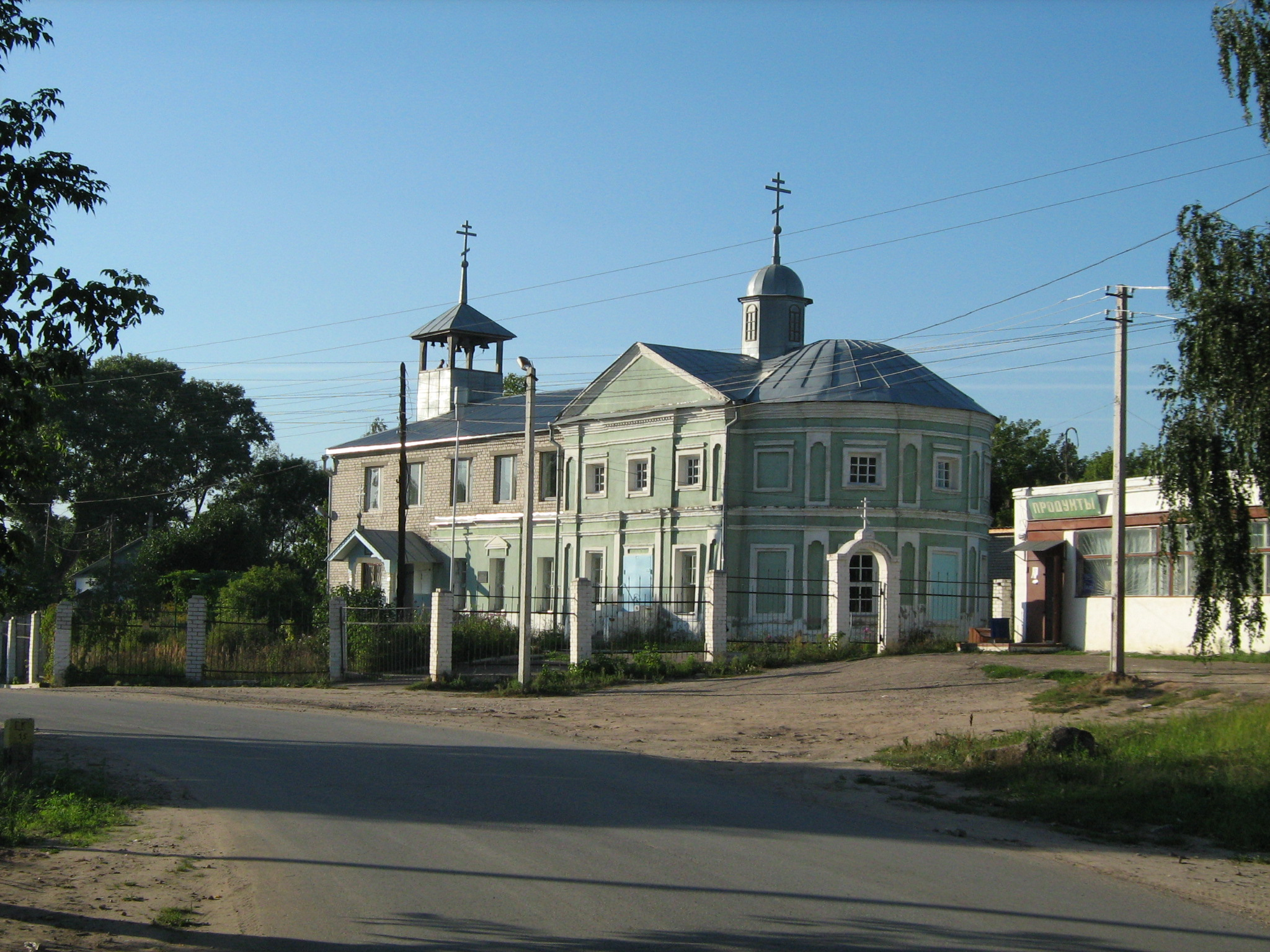
Iglesia de Nuestra Señora de Kazán en Kstovo

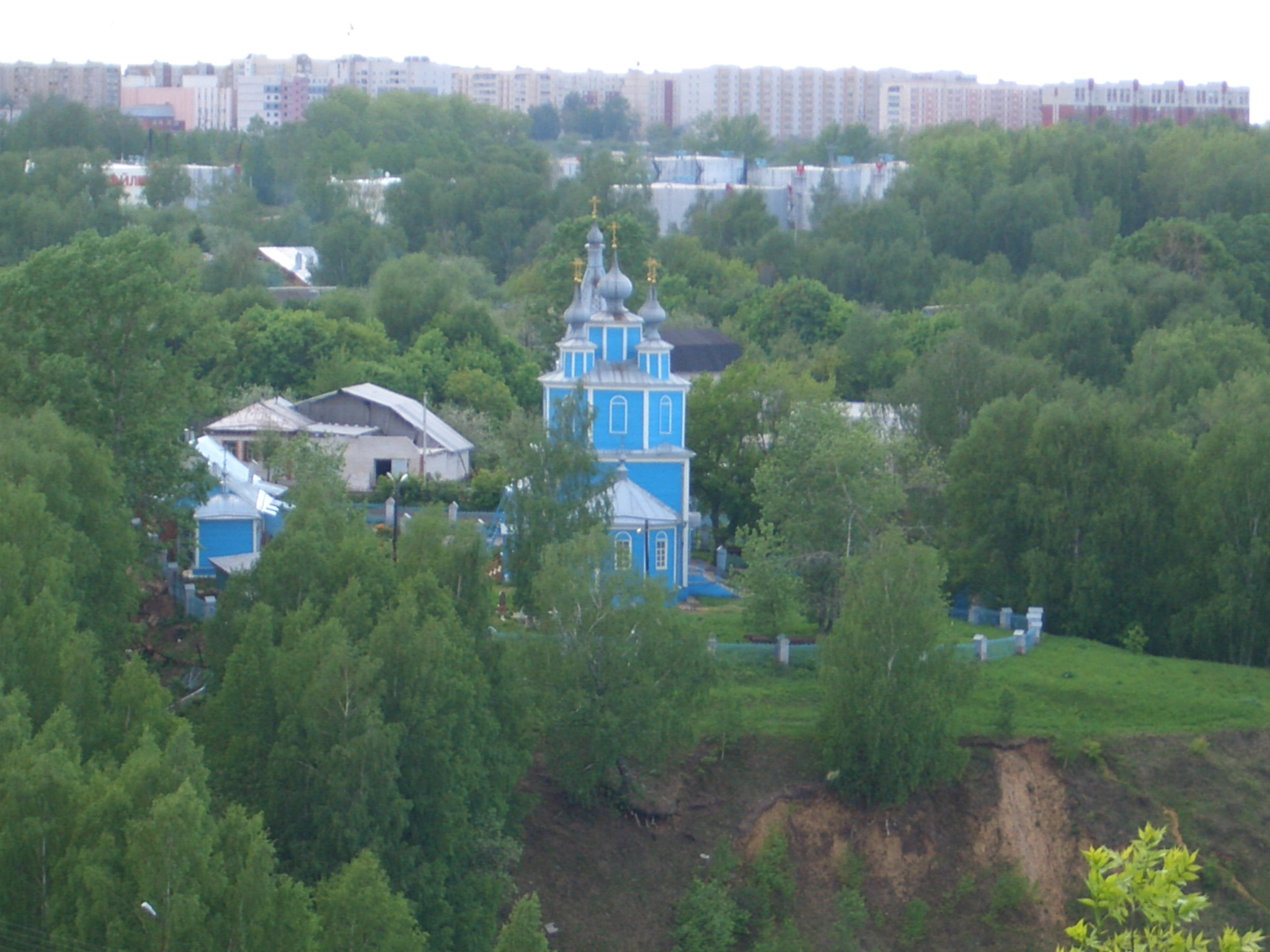
Iglesia de Nuestra Señora de Kazán en el viejo barrio de Veliki Vrag, y apartamentos nuevos de la ciudad de Kstovo

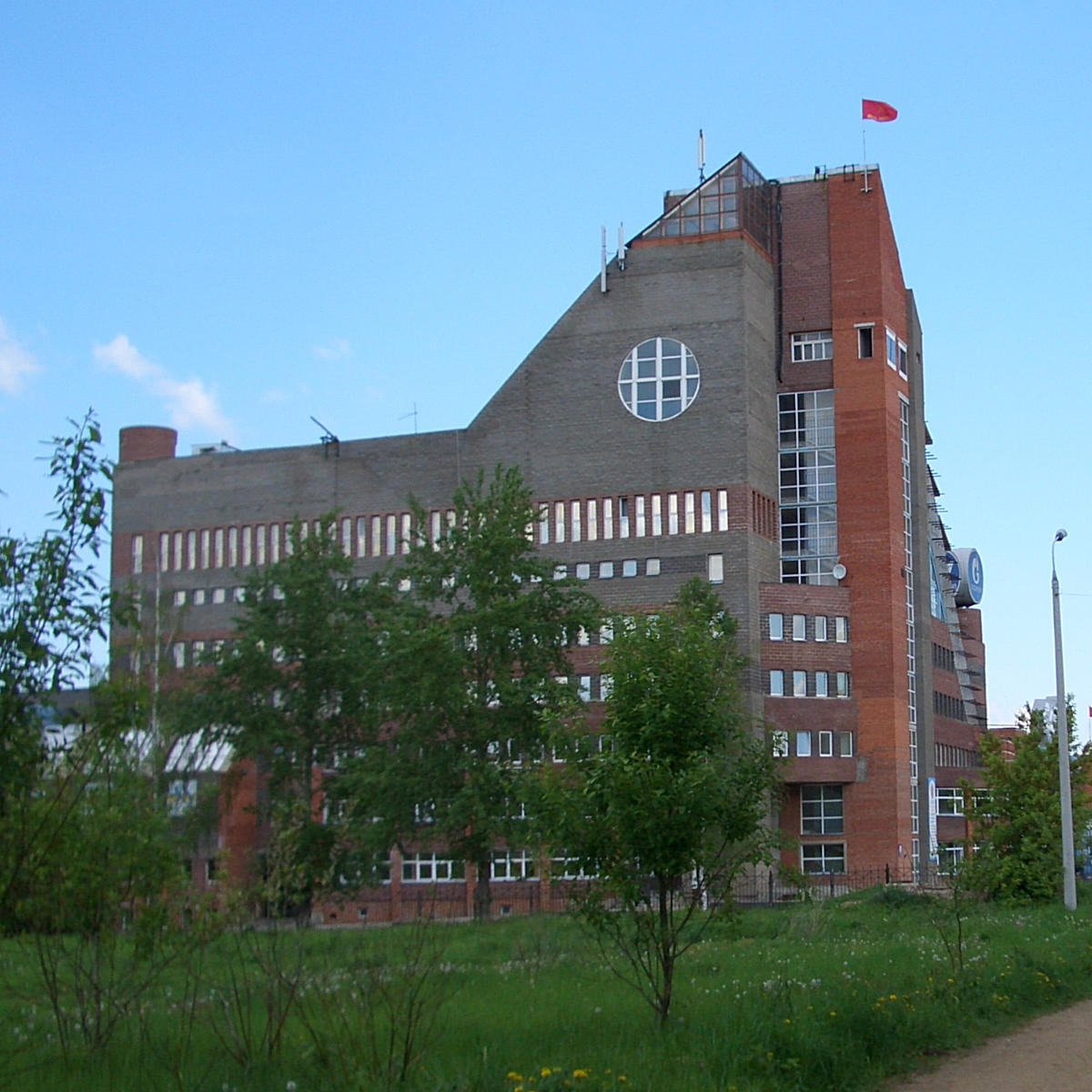
Academia Mundial de Sambo

Los habitantes antiguos de las tierras al lado sur de Volga eran los mordvinos, habitantes de una lengua ugrofinesa. Los rusos llegaron aquí en la Edad Media. Se dice que el pueblo Kstoskoie ya existía en el siglo XIV; su nombre puede tener su origen en la palabra mordvina ksta o ksty, que se significa 'fresa'. 
Según el relato del cura local A. Borisovski, en los años 1860, Kstovo tenía 364 habitantes, no más que los demás pueblos limítrofes. Pero al estar ubicado cerca del Volga y de una importante carretera que une Nizhni Nóvgorod con Kazán, en el año 1929 Kstovo se convirtió en el centro del nuevo distrito de Kstovo.
Kstovo permaneció como pueblo hasta los años 1950, cuando el gobierno soviético empezó la construcción de una gran refinería de petróleo en la óblast de Nizhni Novogorod. La refinería estaba situada unos kilómetros al este del viejo pueblo de Kstovo, y así la nueva ciudad se fue construyendo junto con la refinería que se llamó también Kstovo. En el año 1954, la "población urbana" de Kstovo Archivado el 22 de septiembre de 2012 en Wayback Machine. se establació, y en el año 1957 se convirtió en una ciudad. Incluso hoy, la ciudad de Kstovo se divide en dos partes: la sección occidental, el Viejo Kstovo (Staroye Kstovo, en ruso), es decir el viejo pueblo original, y la sección oriental, el Nuevo Kstovo (Novoye Kstovo, en ruso), es decir la ciudad moderna.

## Economía
Hoy en día la refinería petrolera, y otras plantas petroquímicas, son todavía parte principal de la economía local. Son propiedad de la compañía LUKoil.

## Deportes
Desde 1964, la ciudad fue un centro de lucha Sambo. En los años 1990, la Escuela de Sambo de Kstovo se convirtió en la "Academia Mundial de Sambo".

## Cultura y Religión
Las necesidades espirituales de los cristianos de la ciudad son servidas por tres iglesias Ortodoxas en la ciudad y pueblos limítrofes: la iglesia de Nuestra Señora de Kazán en el Viejo Kstovo, otra iglesia de Nuestra Señora de Kazán en Velikiy Vrag, que fue construida en 1792 y ahora es protegida por su antigüedad y su valor histórico, (está en posesión del gobierno federal ruso) y la iglesia de San Vladimir en Vishenki.
- Wikimedia Commons alberga una categoría multimedia sobre Kstovo.

- Datos: Q155893
- Multimedia: Kstovo / Q155893